# بول فيرهويفن
بول فيرهويفن (بالهولندية: Paul Verhoeven) وهو مخرج أفلام وكاتب سيناريو ومنتج هولندي في هولندا وفي الولايات المتحدة، ولد في يوم 18 يوليو 1938 في مدينة أمستردام عاصمة هولندا، أخرج عدة أفلام منها روبوكوب في سنة 1987 و توتال ريكول (فيلم 1990) وفلم غريزة أساسية في 1992.
فلمه Turkish Delight في 1973 حاز على جائزة أفضل فلم هولندي في مهرجان هولندا السينمائي، وفي سنة 1987 حاز على جائزة زحل لأفضل مخرج لفلمة روبوكوب، وفي 2006 ترشح فلمه الهولندي Black Book لنيل جائزة بافتا لأفضل فلم بلغة أجنبية، ومع هذا في سنة 1995 حاز فلمه Showgirls على جائزة التوتة الذهبية لأسوء إخراج وصورة، وقد كان واحد من القلة ألذين قبلوا بتسلم هذه الجائزة. وفي الدورة 67 لمهرجان برلين السينمائي الدولي كان هو رئيس لجنة التحكيم في المسابقة.

## الأعمال
- روبوكوب 1987
- توتال ريكول 1990
- غريزة أساسية 1992
- هي 2016

## وصلات خارجية
- بول فيرهويفن على موقع IMDb (الإنجليزية)
- بول فيرهويفن على موقع مونزينجر (الألمانية)
- بول فيرهويفن على موقع قاعدة بيانات الأفلام العربية
- بول فيرهويفن على موقع ألو سيني (الفرنسية)
- بول فيرهويفن على موقع ميوزك برينز (الإنجليزية)
- بول فيرهويفن على موقع تيرنر كلاسيك موفيز (الإنجليزية)
- بول فيرهويفن على موقع أول موفي (الإنجليزية)
- بول فيرهويفن على موقع بوكس أوفيس موجو (الإنجليزية)
- بول فيرهويفن على موقع قاعدة بيانات الأفلام السويدية (السويدية)
- بول فيرهويفن على موقع إن إن دي بي (الإنجليزية)
- http://www.elcinema.com/person/pr2010286/